# Sven Delblanc
Sven Delblanc, teljes nevén Sven Axel Herman Delblanc (Swan River, Manitoba, Kanada, 1931. május 26. – Uppsala, Svédország, 1992. december 15.) svéd író.

## Pályája
Az 1965-től az 1970-es évek elejéig az Uppsalai Egyetemen tanított, 1968–69-ben Berkeley-ben a Kaliforniai Egyetem vendégprofesszora volt. Később teljesen az írásnak szentelte életét.

## Díjak, elismerések
- Az Aftonbladet irodalmi díja (1965)
- BMF-plakett (1970)
- A Svenska Dagbladet irodalmi díja (1970)
- Nagy regénydíj (1970)
- Zorn-díj (1970)
- Sixten Heyman-díj (1974)
- BMF-plakett (1981)
- Az Északi Tanács Irodalmi Díja (1982, a Samuels bokért)
- Övralid-díj (1985)
- Pilot-díj (1986)
- Kellgren-díj (1989)
- August-díj (1991, a Livets axért)
- BMF-plakett (1991)
- Gerard Bonnier-díj (1992)

## Művei
| - Eremitkräftan (1962) - Prästkappan (1963) - Homunculus (1965) - Ära och minne (1965) - Nattresa (1967) - Åsnebrygga (1969) - Åminne (1970) - Zahak (1971) - Trampa vatten (1972) - Teatern brinner (1973) - Stenfågel (1973) - Primavera (1973) - Vinteride (1974) - Kastrater (1975) - Stadsporten (1976) - Grottmannen (1977) - Gunnar Emmanuel (1978) - Gröna vintern (1978) | - Kära farmor (1979) - Stormhatten: Tre Strindbergsstudier (1979) - Speranza (1980) (magyarul: Speranza, Európa Könyvkiadó, 1983) - Samuels bok (1981) - Samuels döttrar (1982) - Senecas död (1982) - Jerusalems natt (1983) - Kanaans land (1984) - Maria ensam (1985) - Fågelfrö (1986) - Moria land (1987) - Änkan (1988) - Damiens (1988) - Ifigenia (1990) - Livets ax (1991) - Slutord (1991) - Homerisk hemkomst: Två essäer om Iliaden och Odysséen (1992) - Agnar (1993) |

## Magyarul
- Heréltek. Romantikus elbeszélés; ford., utószó Csatlós János, versford. Tótfalusi István; Európa, Bp., 1977 (Modern könyvtár)
- Kirándulások. Regény; ford. Csatlós János; Európa, Bp., 1980 (Modern könyvtár)
- Speranza. Jelenkori történet; ford. Csatlós János; Európa, Bp., 1983
- Jeruzsálem éjszakája. Regény; ford. Csatlós János; Európa, Bp., 1986 (Modern könyvtár)
- Primavera. Művészi elbeszélés; ford. Csatlós János; Európa, Bp., 1986